# 1575
1575 (MDLXXV) var ett normalår som började en lördag i den julianska kalendern.

## Händelser

### December
- 16 december – En jordbävning drabbar Valdivia.[1]

### Okänt datum
- Den nederländske apotekaren Anthonius Busenius får fullmakt att ta en del av Slottet Tre Kronors medicinförråd och flytta ut det i staden, för att kunna sälja läkemedel till allmänheten. Detta räknas som det första kungliga apoteksprivilegiet i Sverige och det första apoteket grundas vid Stortorget i Stockholm.
- Johan III förmår prästerskapet att anta ett tillägg till 1571 års kyrkoordning vid namn Nova ordonantia. Den rekommenderar läsning av kyrkofäderna och varnar för reformationens stridsskrifter, varigenom reformationen i Sverige bromsas.
- Staden Luanda grundas i Angola.

## Födda
- 26 juli – Anna Katarina av Brandenburg, drottning av Danmark och Norge 1597–1612, gift med Kristian IV.
- 4 november – Guido Reni, italiensk målare.
- 31 december – Göran Nilsson Gyllenstierna, svensk friherre och riksråd, riksamiral 1611–1618.

## Avlidna
- 14 januari – Barbara Uthmann, tysk företagare.
- 7 februari – Anna Maria Zieglerin, italiensk humanist.
- 20 februari – Maria av Jever, frisisk hövding.
- 3 juni – Pieter Aertsen, nederländsk konstnär, målare.
- 8 oktober – Jan Matsys, flamländsk målare.
- Sidsel Ulfstand, dansk länsman.

### Fotnoter
1. ↑  ”Comments for the Significant Earthquake”. http://www.ngdc.noaa.gov/nndc/struts/results?eq_0=767&t=101650&s=13&d=22,26,13,12&nd=display. Läst 17 december 2010.